# Kuke (Lääne-Nigula)
Kuke is een plaats in de Estlandse gemeente Lääne-Nigula, provincie Läänemaa. De plaats heeft de status van dorp (Estisch: küla).

## Bevolking
Het dorp had 18 inwoners op 31 december 2021.

## Ligging
Het dorp ligt ten noordoosten van de vlek Risti. Bij Kuke grenzen de provincies Läänemaa, Harjumaa en Raplamaa aan elkaar.
De Põhimaantee 9, de hoofdweg van Ääsmäe via Haapsalu naar Rohuküla, komt door Kuke.

## Geschiedenis
Kuke lag op het landgoed van Sooniste. De naam van het dorp gaat vermoedelijk terug op een smid met de naam Kuck, die een stuk grond bezat. De man wordt genoemd in een document uit 1586. In 1782 werden twee boerderijen, Kucka Hindrich en Kucka Rein, genoemd en in 1796 een dorp Kukke. In 1900 maakt een document melding van een dorp Куке, de Russische versie van de naam.
In 1977 werd Kuke samengevoegd met een deel van Rõuma. De nieuwe plaats kreeg de naam Rehemäe. In 2018 werd Kuke weer een zelfstandig dorp. Rehemäe (dat ten zuiden van Kuke ligt) behield alleen het deel dat vroeger van Rõuma was.